# 醛糖还原酶
醛糖还原酶或醛还原酶（英語：Aldose reductase或Aldehyde reductase，缩写AR，化学式为：C1617H2535O463N425S12，EC 1.1.1.21，存在于人体神经、红细胞、晶状体、视网膜等组织器官中，在多元醇通路中催化血液中的葡萄糖生成山梨醇。

## 功能

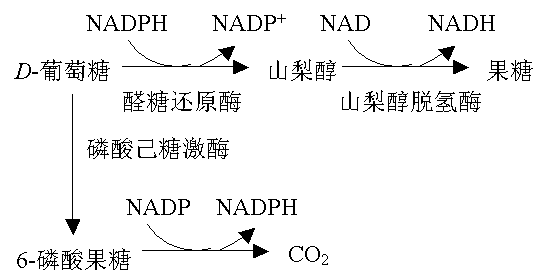
多元醇通路

醛糖还原酶是多元醇通路的关键限速酶。当血糖浓度维持在正常生理水平时，它并不激活，它对葡萄糖的亲和力较低，此时葡萄糖很少转化为山梨醇。在高血糖状况下（如糖尿病），己糖激酶被饱和，这时醛糖还原酶激活，促使体内的葡萄糖转化为山梨醇。然而，山梨醇脱氢酶（sorbitol dehydrogenase，SDH）的活力并未相应地成比例增加，山梨醇转化为果糖的效率没有提高。

## 病理效应
山梨醇本身由于极性强不易通过细胞膜，在细胞内会形成蓄积，使细胞膜的通透性发生改变，并使细胞中Na+-K+-ATP酶活性下降，造成肌醇丧失，导致细胞代谢与功能的损害。
由于眼睛和神经细胞等组织内醛糖还原酶的含量较高，糖尿病病人体内高血糖的环境使这一通路很容易被打开，造成对这些组织的病理损害，如糖尿病、白内障、神经病变、肾脏病变、视网膜病变、动脉粥样硬化等糖尿病并发症（diabetes control and complications，DCC）。

## 醛糖还原酶抑制剂
糖尿病并发症严重威胁着糖尿病人的生存质量，阻断或减弱醛糖还原酶活性的药物可以用来预防或推迟糖尿病并发症的发生。1970年代以来，醛糖还原酶抑制剂的研究成为治疗糖尿病药物研究的热点，已有一些种类进入临床试验或上市销售。目前，醛糖还原酶抑制剂可分为以下几类：
1. 羧酸类，如托瑞司他（Tolrestate，Wyeth-Ayerst公司，1989年上市，由于在大规模随机双盲临床试验中未能表现出足够的疗效，并会引起视觉损害、肾衰竭，没能通过FDA审查，并于1996年从市场上撤消）和依帕司他（Epalrestate，日本Ono公司研发，1992年上市）；
2. 海因类，如Sorbinil（因引起严重的过敏反应而终止I期临床试验）和SNK-860；
3. 酚类，如槲皮素（quercetin）；
4. 苯磺酰硝基甲烷类，如ZD 5522（3',5'-dimethyl-4'-nitromethylsulfonyl-2-(2-tolyl) acetanilide）。

这些化合物多由人工合成，有些已经由于临床试验存在问题而退出。目前可供临床使用的醛糖还原酶抑制剂依然很少。
植物来源的醛糖还原酶抑制剂具有来源丰富、不良反应少等特点。植物来源的醛糖还原酶抑制剂主要分为黄酮类化合物、酚类及其衍生物、萜类和生物碱等。其中数量最多的是黄酮类化合物，槲皮素、异槲皮素等已被公认具有抑制醛糖还原酶的作用。

## 延伸閱讀
- Denise R., PhD. Ferrier. . Hagerstown, Maryland: Lippincott Williams & Wilkins. 2005: 319. ISBN 0-7817-2265-9.
- Attwood MA, Doughty CC. . Biochim. Biophys. Acta. December 1974, 370 (2): 358–68. PMID 4216364. doi:10.1016/0005-2744(74)90097-7.
- Boghosian RA, McGuinness ET. . Biochim. Biophys. Acta. April 1979, 567 (2): 278–86. PMID 36151. doi:10.1016/0005-2744(79)90113-x.

## 外部連結
- Biochemie und Pathobiochemie: Fructose-, Mannose- und Fucose-Stoffwechsel （页面存档备份，存于）

1. ↑  . web.expasy.org.   [2025-07-23].